# Westmoreland (Kansas)
Pour les articles homonymes, voir Westmoreland.
La ville de Westmoreland est le siège du comté de Pottawatomie, situé dans le Kansas, aux États-Unis.   Sa population s’élevait à 778 habitants lors du recensement de 2010.